# Alciopa vertebralis
Alciopa vertebralis är en ringmaskart som beskrevs av Costa 1862. Alciopa vertebralis ingår i släktet Alciopa och familjen Alciopidae. Inga underarter finns listade i Catalogue of Life.